# 5 000 mètres masculin aux Jeux olympiques de 1912
Pour un article plus général, voir Athlétisme aux Jeux olympiques de 1912.
Navigation
Anvers 1920
L'épreuve du 5 000 mètres masculin aux Jeux olympiques de 1912 s'est déroulée les 9 et 10 juillet 1912 au Stade olympique de Stockholm, en Suède. Elle est remportée par le Finlandais Hannes Kolehmainen.

## Résultats

### Finale
| Rang                                | Athlète            | Pays        | Temps   | Notes |
| ----------------------------------- | ------------------ | ----------- | ------- | ----- |
| Médaille d'or, Jeux olympiques      | Hannes Kolehmainen | Finlande    | 14:36.6 | WR    |
| Médaille d'argent, Jeux olympiques  | Jean Bouin         | France      | 14:36.7 |       |
| Médaille de bronze, Jeux olympiques | George Hutson      | Royaume-Uni | 15:07.6 |       |
| 4                                   | George Bonhag      | États-Unis  | 15:09.8 |       |
| 5                                   | Tell Berna         | États-Unis  | 15:10.0 |       |
| 6                                   | Alex Decoteau      | Canada      |         |       |
| 7                                   | Mauritz Carlsson   | Suède       | 15:18.6 |       |
| 8-11                                | Frederick Hibbins  | Royaume-Uni |         |       |
| 8-11                                | Joe Keeper         | Canada      |         |       |
| 8-11                                | Cyril Porter       | Royaume-Uni |         |       |
| 8-11                                | Louis Scott        | États-Unis  |         |       |
| —                                   | Ernest Glover      | Royaume-Uni |         | DNS   |
| —                                   | Viljam Johansson   | Finlande    |         | DNS   |
| —                                   | Henrik Nordström   | Suède       |         | DNS   |
| —                                   | Thorild Olsson     | Suède       |         | DNS   |

### Demi-finales

#### Demi-finale 1
| Rang | Athlète           | Pays        | Temps   | Notes |
| ---- | ----------------- | ----------- | ------- | ----- |
| 1    | George Bonhag     | États-Unis  | 15:22.6 | Q OR  |
| 2    | Alex Decoteau     | Canada      | 15:24.2 | Q     |
| 3    | Frederick Hibbins | Royaume-Uni | 15:27.6 | Q     |
| 4    | George Hill       | Australasie | 15:56.8 |       |
| —    | Klas Lundström    | Suède       |         | DNF   |

#### Demi-finale 2
| Rang | Athlète          | Pays        | Temps   | Notes |
| ---- | ---------------- | ----------- | ------- | ----- |
| 1    | Louis Scott      | États-Unis  | 15:23.5 | Q     |
| 2    | Joe Keeper       | Canada      | 15:28.9 | Q     |
| 3    | George Hutson    | Royaume-Uni | 15:29.0 | Q     |
| 4    | Bror Modigh      | Suède       | 16:07.1 |       |
| —    | Eddie Fitzgerald | États-Unis  |         | DNF   |
| —    | Martin Persson   | Suède       |         | DNF   |
| —    | Charles Ruffell  | Royaume-Uni |         | DNF   |

#### Demi-finale 3
| Rang | Athlète          | Pays        | Temps   | Notes |
| ---- | ---------------- | ----------- | ------- | ----- |
| 1    | Mauritz Carlsson | Suède       | 15:34.6 | Q     |
| 2    | Ernest Glover    | Royaume-Uni | 16:09.1 | Q     |
| 3    | Cyril Porter     | Royaume-Uni | 16:23.4 | Q     |
| 4    | Mikhail Nikolsky | Russie      | 17:21.7 |       |
| —    | Aarne Lindholm   | Finlande    |         | DNF   |
| —    | Garnett Wikoff   | États-Unis  |         | DNF   |

#### Demi-finale 4
| Rang | Athlète            | Pays                   | Temps   | Notes |
| ---- | ------------------ | ---------------------- | ------- | ----- |
| 1    | Hannes Kolehmainen | Modèle:RɨUS-d Finlande | 15:38.9 | Q     |
| 2    | Henrik Nordström   | Suède                  | 15:49.1 | Q     |
| 3    | Tell Berna         | États-Unis             | 15:53.3 | Q     |
| 4    | George Lee         | Royaume-Uni            |         |       |
| —    | Gregor Vietz       | Allemagne              |         | DNF   |

#### Demi-finale 5
| Rang | Athlète          | Pays        | Temps   | Notes |
| ---- | ---------------- | ----------- | ------- | ----- |
| 1    | Jean Bouin       | France      | 15:05.0 | Q OR  |
| 2    | Thorild Olsson   | Suède       | 15:25.2 | Q     |
| 3    | Viljam Johansson | Finlande    | 15:31.4 | Q     |
| —    | Gaston Heuet     | France      |         | DNF   |
| —    | Wallace McCurdy  | États-Unis  |         | DNF   |
| —    | Alfonso Orlando  | Italie      |         | DNF   |
| —    | Alfonso Sánchez  | Chili       |         | DNF   |
| —    | Arnold Treble    | Royaume-Uni |         | DNF   |